# Kombinat Spielwaren

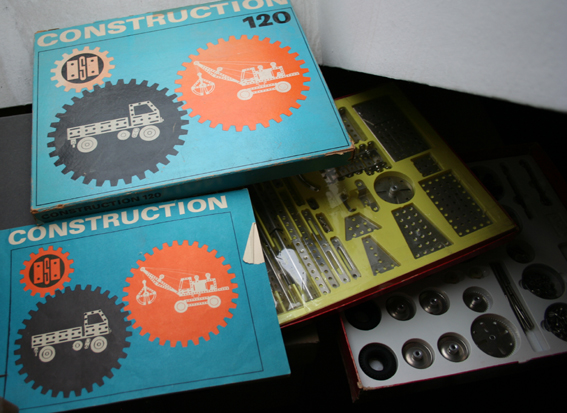
Metallbaukasten aus der DDR (produziert vor Gründung des Kombinats)

Der VEB Kombinat Spielwaren Sonneberg war ein Kombinat in der Deutschen Demokratischen Republik.
Die Betriebe des Kombinats produzierten Puppen, Plüschtiere, Holz- und Konstruktionsspielzeug sowie elektromechanische Spielzeuge, die über den volkseigenen Außenhandelsbetrieb Spielwaren und Sportartikel Export-Import auch im Ausland vertrieben wurden.
Das Kombinat unterstand dem Ministerium für Bezirksgeleitete Industrie und Lebensmittelindustrie. Weitere zentral geleitete Kombinate im Zuständigkeitsbereich dieses Ministeriums sind in der Liste von Kombinaten der DDR aufgeführt.
Im Zuge der Wende und der anschließenden Wiedervereinigung wurde das Kombinat 1990 aufgelöst und seine Betriebe wurden privatisiert.

## Zugehörige Betriebe
Zum Kombinat gehörten zuletzt die folgenden Betriebe: 
- VEB Sonni Sonneberg; (Stammbetrieb) (Puppen, Plüschspielwaren, Kunststoffspielwaren)
- VEB Anker-Mechanik Eisfeld; (Kunststoffspielwaren, Mechanische Spielwaren, Holzspielwaren)
- VEB Berliner TT-Bahnen; (Modelleisenbahnen Spur TT)
- VEB Biggi Waltershausen; (Puppen, Plüschspielwaren, Holzspielwaren)
- VEB Famos Leipzig; (Spiele, Kunststoffspielwaren)
- VEB Institut für Spielzeug Sonneberg; (Designzentrum, Verfahrensentwicklung, Rationalisierungsmittel)
- VEB Kamenzer Spielwaren; (Kunststoffspielwaren, Spiele, Aufblaserzeugnisse)
- VEB Kinderfreude Sonneberg
- VEB Kleinpuppen Lichte
- VEB Mechanische Spielwaren Brandenburg; (Mechanische Spielwaren, Blechspielwaren)
- VEB Metallspielwaren Weimar
- VEB Piko Sonneberg; (Modellbahnen Spur H0 und N, Mechanische Spielwaren, Kunststoffspielwaren, Industriezulieferung)
- VEB Plaho Steinach; (Holzspielwaren, Kunststoffspielwaren)
- VEB Plasticart Annaberg-Buchholz; (Kunststoffspielwaren, Modellbaukästen, Spiele, Mechanische Spielwaren, Modelleisenbahnen)
- VEB Plüti Sonneberg; (Plüschspielwaren)
- VEB Prefo Dresden; (Autorennbahnen, Modellbahnwagen)
- VEB Puppenfabrik Königsee; (Puppen)
- VEB Spieltiere Sonneberg
- VEB Spielwaren Großbreitenbach; (Plüschspielwaren, Industriezulieferungen, Maschinenbau)
- VEB Spielwaren-Mechanik Pfaffschwende; (Metallbaukästen, Kunststoffspielwaren)
- VEB Spielzeug-Elektrik Meiningen; (Kunststoffspielwaren, Plüschspielwaren, Spielzeug-Elektromotoren, Industriezulieferungen)
- VEB Spielzeugland Mengersgereuth-Hämmern; (Kunststoffspielwaren, Plüschspielwaren, Puppen, Holzspielwaren)
- VEB Spulenkörper Sonneberg
- VEB VERO Olbernhau; (Holzspielwaren, Modelleisenbahnen Wagen und Gebäude, Erzgebirgische Volkskunst, Industriezulieferungen, Maschinenbau)

1988 wurden die Betriebe VEB Zekiwa Zeitz und VEB Kinderfahrzeuge Mühlhausen ausgegliedert und dem VEB Kombinat Sportgeräte Schmalkalden zugeordnet.